# (12717) 1991 HK
(12717) 1991 HK là một tiểu hành tinh vành đai chính. Nó được phát hiện bởi Atsushi Sugie ở Dynic Astronomical Observatory Nhật Bản, ngày 16 tháng 4 năm 1991.